# Рамі Рабія
Рамі Хішам Абдель Азіз Рабія (араб. رامي هشام عبد العزيز مصطفى ربيعة, нар. 20 травня 1993, Каїр) — єгипетський футболіст, захисник клубу «Аль-Айн» та національної збірної Єгипту.

## Клубна кар'єра
Народився 20 травня 1993 року в місті Каїр. Вихованець футбольної школи клубу «Аль-Аглі». Дорослу футбольну кар'єру розпочав 2010 року в основній команді того ж клубу, в якій провів чотири сезони, взявши участь у 26 матчах чемпіонату. У сезонах 2010/11, 2011/12 та 2013/14 років він тричі вигравав чемпіонат Єгипту, а в 2012 та 2013 роках він два рази поспіль вигравав Лігу чемпіонів КАФ і у 2013 та 2014 роках виграв Суперкубка КАФ.

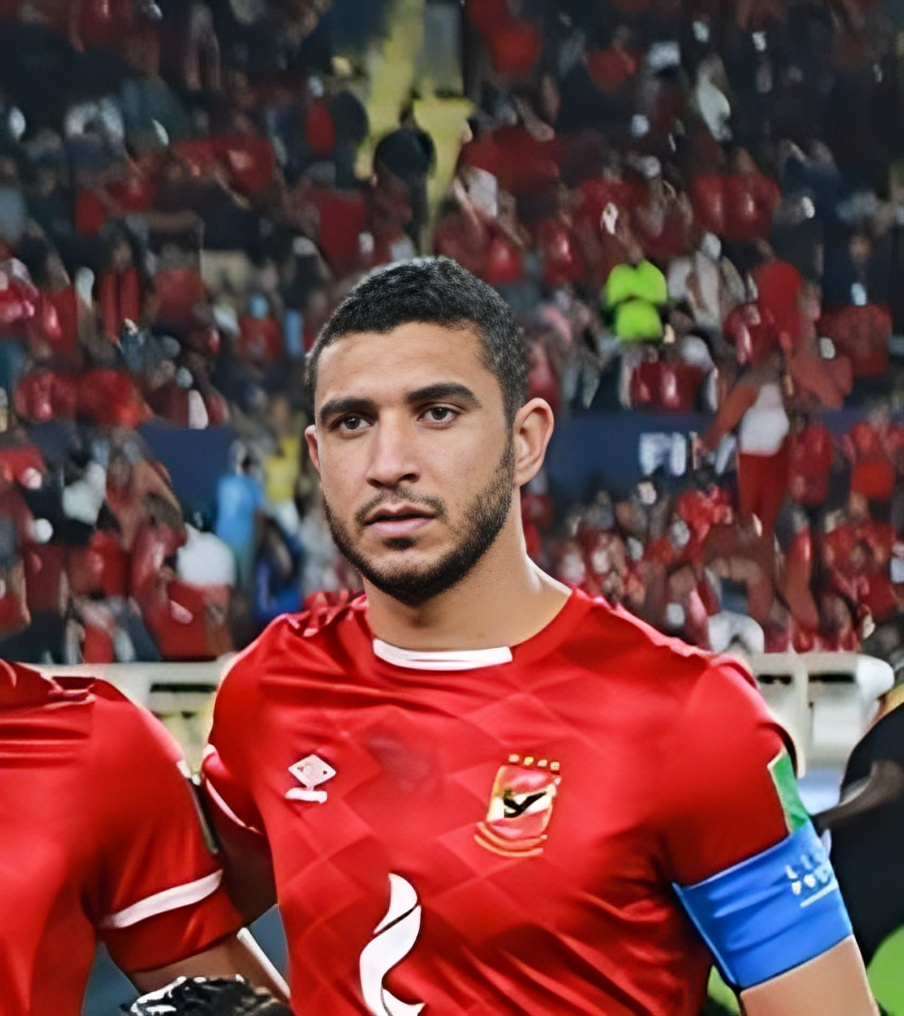
Рамі Рабія у складі «Аль-Аглі». 2021 рік.

Влітку 2014 року Рабія перейшов до лісабонського «Спортінга» за 750 тис. євро, але став виступати за резервну команду «Спортінг Б». 27 серпня 2014 року він дебютував за неї у другому дивізіоні Португалії в домашній грі з «Авешом» (3:0). 14 січня 2015 року в матчі Кубка Португалії проти «Боавішти» він дебютував за першу команду, вийшовши на заміну замість Раяна Голда. Всього у тому турнірі зіграв три матчі і став володарем трофею.
Так і не дебютувавши у чемпіонаті Португалії, у серпні 2015 року він повернувся до свого колишнього клубу «Аль-Аглі», підписавши п'ятирічний контракт. Єгипетський клуб заплатив 750 тис. євро за повернення захисника, таку ж суму, яку він продав гравця минулого року. У сезоні 2015/16 він виграв з рідним клубом чемпіонат Єгипту і захистив цей титут у наступні чотири сезони. У 2020 році він здобув історичний требл з «Аль-Аглі», вигравши чемпіонат, національний кубок та Лігу чемпіонів КАФ. Наступні три роки каїрський клуб разом з Рамі знову ставав найкращої командою Африки і 25 травня 2024 року він вшосте виграв Лігу чемпіонів КАФ, повторивши рекорд Ваеля Гомаа за кількістю перемог у турнірі. Рабія покинув клуб наприкінці сезону 2024/25, зігравши загалом 337 матчів за клуб і вигравши понад 20 трофеїв.
У червні 2025 року Рабія приєднався до еміратської команди «Аль-Айн» з Про-ліги.

## Виступи за збірні
Протягом 2009—2013 років залучався до складу молодіжної збірної Єгипту. З командою 2011 року брав участь у молодіжному Кубку африканських націй, де Єгипет здобув бронзові нагороди. Через два роки знову зіграв на цьому турнірі, цього разу вже у статусі капітана. Під час того ж Кубка африканських націй Рабія забив переможний гол у ворота господарів матчу, Алжиру (1:0) у групі. Цей результат дозволив молодіжній збірній з Рабією того ж року поїхати і на молодіжний чемпіонат світу 2013 року в Туреччині. На турнірі він зіграв у всіх трьох матчах, але єгиптяни не вийшли з групи. Всього на молодіжному рівні зіграв у 18 офіційних матчах, забив 3 голи.
28 грудня 2012 року дебютував в офіційних матчах у складі національної збірної Єгипту в товариському матчі проти Катару (2:0). 7 березня 2013 року, також у поєдинку проти збірної Катару (1:3), Рамі забив свій перший гол за національну команду.
У жовтні 2017 року Рабія був у складі збірної Єгипту, яка після перемоги над Конго (2:1) кваліфікувалася на чемпіонат світу 2018 року, вперше з 1990 року. Однак через травми, отримані під час сезону 2017/18 років, його не включили до складу збірної Єгипту на турнір.
| Дата       | Місто                   | Господарі            | Результат               | Гості                | Турнір                                  | Голи | Примітки |
| ---------- | ----------------------- | -------------------- | ----------------------- | -------------------- | --------------------------------------- | ---- | -------- |
| 28-12-2012 | Доха                    | Катар                | 0 – 2                   | Єгипет               | товариський матч                        | -    |          |
| 14-1-2013  | Абу-Дабі                | Кот-д'Івуар          | 4 – 2                   | Єгипет               | товариський матч                        | -    |          |
| 6-2-2013   | Мадрид                  | Чилі                 | 2 – 1                   | Єгипет               | товариський матч                        | -    | 65'      |
| 7-3-2013   | Ер-Раян (муніципалітет) | Катар                | 3 – 1                   | Єгипет               | товариський матч                        | 1    |          |
| 14-11-2013 | Каїр                    | Єгипет               | 2 – 0                   | Замбія               | товариський матч                        | 1    | 63'      |
| 19-11-2013 | Каїр                    | Єгипет               | 2 – 1                   | Гана                 | Відбір до ЧС 2014                       | -    | 81'      |
| 5-3-2014   | Інсбрук                 | Боснія і Герцеговина | 0 – 2                   | Єгипет               | товариський матч                        | -    | 61'      |
| 30-5-2014  | Сантьяго                | Чилі                 | 3 – 2                   | Єгипет               | товариський матч                        | -    | 67'      |
| 26-3-2015  | Каїр                    | Єгипет               | 2 – 0                   | Екваторіальна Гвінея | товариський матч                        | -    | 84'      |
| 8-6-2015   | Александрія             | Єгипет               | 2 – 1                   | Малаві               | товариський матч                        | -    |          |
| 14-6-2015  | Александрія             | Єгипет               | 3 – 0                   | Танзанія             | Відбір до Кубка африканських націй 2017 | 1    |          |
| 6-9-2015   | Нджамена                | Чад                  | 1 – 5                   | Єгипет               | Відбір до Кубка африканських націй 2017 | -    |          |
| 11-10-2015 | Абу-Дабі                | Єгипет               | 3 – 0                   | Замбія               | товариський матч                        | -    |          |
| 27-1-2016  | Асуан                   | Єгипет               | 0 – 1                   | Йорданія             | товариський матч                        | -    |          |
| 27-2-2016  | Александрія             | Єгипет               | 2 – 0                   | Буркіна-Фасо         | товариський матч                        | -    |          |
| 25-3-2016  | Кадуна                  | Нігерія              | 1 – 1                   | Єгипет               | Відбір до Кубка африканських націй 2017 | -    | 24'      |
| 29-3-2016  | Александрія             | Єгипет               | 1 – 0                   | Нігерія              | Відбір до Кубка африканських націй 2017 | -    |          |
| 4-6-2016   | Дар-ес-Салам            | Танзанія             | 0 – 2                   | Єгипет               | Відбір до Кубка африканських націй 2017 | -    |          |
| 31-8-2017  | Кампала                 | Уганда               | 1 – 0                   | Єгипет               | Відбір до ЧС 2018                       | -    |          |
| 5-9-2017   | Александрія             | Єгипет               | 1 – 0                   | Уганда               | Відбір до ЧС 2018                       | -    |          |
| 8-10-2017  | Александрія             | Єгипет               | 2 – 1                   | Республіка Конго     | Відбір до ЧС 2018                       | -    |          |
| 12-11-2017 | Кейп-Кост               | Гана                 | 1 – 1                   | Єгипет               | Відбір до ЧС 2018                       | -    | 33'      |
| 7-11-2019  | Александрія             | Єгипет               | 1 – 0                   | Ліберія              | товариський матч                        | -    |          |
| 29-3-2022  | Дакар                   | Сенегал              | 1 – 0 д.ч. (3 – 1 п.п.) | Єгипет               | Відбір до ЧС 2022                       | -    | 29'      |
| 22-3-2024  | Каїр                    | Єгипет               | 1 – 0                   | Нова Зеландія        | товариський матч                        | -    |          |
| 26-3-2024  | Каїр                    | Єгипет               | 2 – 4                   | Хорватія             | товариський матч                        | 1    | 27'      |
| 6-6-2024   | Каїр                    | Єгипет               | 2 – 1                   | Буркіна-Фасо         | Відбір до ЧС 2026                       | -    |          |
| 10-6-2024  | Бісау                   | Гвінея-Бісау         | 1 – 1                   | Єгипет               | Відбір до ЧС 2026                       | -    |          |
| 6-9-2024   | Каїр                    | Єгипет               | 3 – 0                   | Кабо-Верде           | Відбір до Кубка африканських націй 2025 | 1    | 79'      |
| 10-9-2024  | Франсистаун             | Ботсвана             | 0 – 4                   | Єгипет               | Відбір до Кубка африканських націй 2025 | -    |          |
| 11-10-2024 | Каїр                    | Єгипет               | 2 – 0                   | Мавританія           | Відбір до Кубка африканських націй 2025 | -    | 47'      |
| 15-10-2024 | Нуакшот                 | Мавританія           | 0 – 1                   | Єгипет               | Відбір до Кубка африканських націй 2025 | -    | кап.     |
| 21-3-2025  | Касабланка              | Ефіопія              | 0 – 2                   | Єгипет               | Відбір до ЧС 2026                       | -    |          |
| 25-3-2025  | Каїр                    | Єгипет               | 1 – 0                   | Сьєрра-Леоне         | Відбір до ЧС 2026                       | -    |          |
| Усього     |                         | Матчів               | 34                      |                      | Голів                                   | 5    |          |

## Титули і досягнення

### Командні
- Чемпіон Єгипту (10):

«Аль-Аглі»: 2010/11, 2013/14, 2015/16, 2016/17, 2017/18, 2018/19, 2019/20, 2022/23, 2023/24, 2024/25
- Володар Суперкубка Єгипту (9):

«Аль-Аглі»: 2010, 2012, 2015, 2017, 2018, 2021, 2022, 2023, 2024
- Володар Кубка Португалії (1):

«Спортінг»: 2014/15
- Володар Кубка Єгипту (4):

«Аль-Аглі»: 2016/17, 2019/20, 2021/22, 2022/23
- Переможець Ліги чемпіонів КАФ (6):

«Аль-Аглі»: 2012, 2013, 2019/20, 2020/21, 2022/23, 2023/24
- Володар Суперкубка КАФ (4):

«Аль-Аглі»: 2013, 2014, 2020, 2021

### Особисті
- У символічній збірній єгипетської Прем'єр-ліги: 2015/16[15]